# 多良木町立槻木小学校
多良木町立槻木小学校（たらぎちょうりつ つきぎしょうがっこう）は、熊本県球磨郡多良木町にある公立の小学校。
2017年（平成29年）7月より休校となっている。

## 概要
歴史
1879年（明治12年）に「公立堂山小学校（久米小学校の前身）分校」として創立。1892年（明治25年）に独立。2024年（令和6年）に創立145年（独立132年）を迎えた。
校章・校歌
通学区域
多良木町のうち「大字槻木」。現在は休校中なので、該当地区の児童は多良木町立久米小学校に通学する。中学校区は多良木町立多良木中学校。
特色
プールが校地そばを流れる平谷川を利用した造りになっている。

## 沿革
- 1879年（明治12年）3月 -「公立堂山小学校分校」として槻木永谷に創設。
- 1882年（明治15年）- 現在地（元園）に校地を移転。
- 1889年（明治22年）4月1日 - 町村制施行により、球磨郡「久米村」が発足。
- 1892年（明治25年）4月 - 尋常堂山小学校から分離の上、「槻木尋常小学校」として独立[1]。
- 1906年（明治39年）4月 - 高等科（2年制）を併置し、「槻木尋常高等小学校」（尋常科4年・高等科2年）と改称。
- 1908年（明治41年）4月 - 改正小学校令により、尋常科（義務教育年限）が4年制から6年制に改められる。従来の高等科1・2年を尋常科5・6年に改めたため、高等科を廃止し、「槻木尋常小学校」（尋常科6年）と改称。
- 1927年（昭和2年）4月 - 下槻木分教場を設置。
- 1932年（昭和7年）4月 - 高等科（2年制）を併置の上、「槻木尋常高等小学校」（尋常科6年・高等科2年）と改称。
- 1941年（昭和16年）4月1日 - 国民学校令施行により、「久米村槻木国民学校」と改称。尋常科を初等科に改める。
- 1947年（昭和22年）- 学制改革が行われる（六・三制の実施）。
  - 4月1日 - 国民学校初等科は、新制小学校「久米村立槻木小学校」に改称。
  - 4月 - 国民学校高等科は青年学校普通科とともに、新制中学校「久米村立久米中学校 第一分校」に改組・改称。
- 1948年（昭和23年）- 中学校分校が統合の上、「久米村立久米中学校 槻木分校」となる。
- 1955年（昭和30年）4月1日 - 久米村が多良木町に合併したため、「多良木町立槻木小学校」（現校名）と改称。
- 1956年（昭和31年）7月 - 木造2階建て新校舎（管理教室棟（普通教室5・特別教室5））が完成。中学校分校が「多良木村立槻木中学校」として独立。
- 1957年（昭和32年）4月 - 槻木小学校給食センターが設置される。
- 1963年（昭和38年）4月 - 中学校が槻木507番地に木造校舎を新築の上、移転を完了。小学校との併設を解消。
- 1965年（昭和40年）4月1日 - 下槻木分校が分離の上、多良木町立下槻木小学校として独立。
- 1968年（昭和43年）10月 - へき地集会室（体育館）が完成。
- 2006年（平成18年）4月1日 - 多良木町立下槻木小学校を統合。
- 2007年（平成19年）4月1日 - 休校。
- 2014年（平成26年）4月1日 - 7年ぶりに再開校。
- 2017年（平成29年）7月 - 再び休校となる。

## 交通アクセス
最寄りの幹線道路
- 熊本県道・宮崎県道144号槻木田代八重線
- 熊本県道143号中河間多良木線

## 周辺
- ふるさとの森休養施設（旧・多良木町立槻木中学校跡）
- 槻木簡易郵便局
- 槻木菅原神社
- 平谷川